# Свети Никола (Градешница)
Вижте пояснителната страница за други значения на Свети Никола.
„Свети Никола“ или „Свети Николай“ (на македонска литературна норма: „Свети Никола“, „Свети Николај“) е възрожденска църква в мариовското село Градешница, част от Преспанско-Пелагонийската епархия на Македонската православна църква – Охридска архиепископия.

## Местоположение
„Свети Никола“ е главната селска църква, разположена в центъра на селото. Тя е най-голямата от седемте църкви на Градешница.

## История
Над входа на църквата има надпис, че е обновена в 1862 година, но кога е построена и дали на това място е имало друга по-малка църква, е неизвестно.
В 1884 година в църквата рисува Аврам Дичов. Вероятно в изписването на храма са участвали и Йосиф Мажовски и Яков Мажовски.
През Първата световна война в 1918 година, когато районът е на фронтовата линия, църквата заедно с всички къщи на селото, претърпява огромни щети. След войната църквата е поправена в 1923 година, за което свидетелства табела от лявата страна на църквата, на която пише, че храмът е обновен при управлението на крал Александър I Караджорджевич.
Стенописите са обновени в 1927 година от страна на Коста Николов и синовете му Яким и Теодосий, по потекло от Лазарополе, които изписват горните зони на страничните кораби и централния кораб. Църквата е осветена същата година от митрополит Йосиф Битолски.
В началото на XXI век покривът и тремът на църквата са обновени от местното население.

## Архитектура
Църквата е изградена от камък в комбинация с варов хоросан. Размерите на сградата са 18,60 х 12 m. Височината е 7,87 m. Црквата е от типа базилика или така наречени псевдобазилики, които са характерни за възрожденския период. От южната страна се виждат каменните стени на оградата, където е разположена дървената врата на главния вход. Вдясно от нея има чешма. От западната страна на църквата е входът, през който се влиза в притвора, а от южната страна има друг вход, през който се влиза в наоса на църквата. От северозападната страна на западната стена над нартекса е разположена едноетажна галерия - женска църква, до която се стига по дървени стълби. Галерията над нартекса е с правоъгълна основа и има ограда висока 1 m.
Наосът на църквата е разделен на три кораба с две колонади от по пет колони. Колоните завършват с капители, над които са изградени арки и разделят плоския таван на травеи. Върху стенните повърхности над арките са изписани старозаветните пророци както от север, така и от юг. Средният травей е най-високият. Централният и страничните травеи са боядисани в светло синьо, като имитация на небето, а върху повърхността на централния травей са изрисувани златни звезди. В центъра на централния травей е апликирано платно с образа на Исус Христос Вседържител.
На южната страна на църквата е главният вход към наоса. Над вратата има вдлъбната полукръгла ниша с изображение на Свети Николай Чудотворец. От западната страна има друг вход с вдлъбната полукръгла ниша над вратата. В нишата е изографисан Свети Атанасий, който вероятно е бил патрон на по-старата църква. На изток олтарното пространство е оформено с централна апсида, която отвътре е полукръгла, а отвън седмостранна. От двете страни на апсидата има две полукръгли ниши, с полукръгли основи.
От западната и южната страна са изградени тремове, а покривът на църквата е на две води, облицован с червени герамиди, а апсидата е покрита с тънки каменни плочи от шисти. Фасадата на църквата е шпаклована. Строителният материал за изграждането на храма е предимно камък за стенните повърхности, съчетан с мазилка и дърво за покривната конструкция. Камбанарията е долепена до южния притвор.
В църквата се пазят две ценни книги: Часослов на гръцки и Различно поучение, на славянски от 1894 година.

## Иконостас
Между колонадата на юг е поставен владишкият трон, изработен от дърво и изписан с флорални мотиви, на който има икона на Иисус Христос на трон. Между колонадата на север е амвонът, който е изписан с флорални мотиви. Стълбовете и капителите са боядисани с бяла варова боя, след което са украсени с мотиви от винена лоза и гроздове, както и цветни аранжировки. Иконостасът, който разделя пространството на наоса от олтарното пространство, е висок и дървен, украсен с икони и в някои полета е изписан предимно с флорални мотиви в така наречения местен барок. В долната зона на иконостаса централно са разположени царските двери с изображението на Благовещение, а отляво и отдясно са подредени четири табла, върху които са изписани вази с цветни букети. В първата зона и в зоната на престолните икони има врата, водеща към протезиса, на която е изрисуван Архангел Михаил, а на вратата, водеща към иконата на дякона, е изписан Свети Спиридон. Престолните икони във втората зона са с големи размери и са подредени от север на юг в следния ред: „Света Неделя“, „Свети Трима Йерарси“, „Свети Никола“, „Света Богородица с Иисус Христос“, „Иисус Христос Вседържител“, „Свети Йоан Предтеча“ и други светци. В третата зона са поставени икони с по-малък формат, където в средата е вариант на Деисис с отделни икони на Иисус Христос, Света Богородица и Свети Йоан Предтеча. На юг и на север по ширината на иконостаса са разположени 12 апостолски икони. Централно в горната част на иконостаса е разположен така нареченият Голям кръст или Змийски кръст, върху стойка от две лами и две по-малки поддържащи икони. Дървените колони и ъглите на иконостаса са украсени с флорални мотиви, а хоризонталната дъска между престолните и апостолските икони е украсена с лозови клонки и гроздове, които се повтарят ритмично.
Иконите от иконостаса на тайфата на братята Йосиф и Яков Мажовски. Сигнатурите са славянски. При украсата на стенните повърхности и иконописта на храмовете от ХIХ век преобладава ярък колорит и започва минимално навлизане на академичен реализъм с изоставяне на вековната византийска традиция на рисуване.

## Стенописи
Поради просторността на църквата, иконографската програма е подредена в класически стил, с добавки от композиции, типични за периода на XIX век. Църквата е изписана в олтарната част, на северната и южната стена на наоса, на стенните повърхности на притворите и на повърхностите на арките, образувани от колоните в наоса. Рисувани са изображения и композиции предимно от Новия завет, Стария завет, Христовите празници и страсти, светци воини, мъченици и други. В олтарното пространство в апсидата са изписани Богородица Оранта и Иисус Христос Емануил, поставени в кръгъл медальон на гърдите на Богородица. Над тази сцена има надпис „1889“ - времето на изографисването на църквата.
В долната зона е представена композицията Поклонение на светите архиереи, а в продължение на север и юг на източната стена са представени светите дякони Стефан, Роман Сладкопевец и Кирил и други светци. В олтарното пространство са представени светите врачи Козма и Дамян, Свети Амнос, Свети Пантелеймон и композиции в горните зони от житието на Богородица и Новозаветната Троица. На северната стена на наоса върху голяма част от повърхността на стената е изписана композицията Иисус Христос Праведен съдия, а по-на изток във втората и третата зона са изписани композиции от живота на Иисус Христос, а в първа зона, композицията Св. св. Кирил и Методий. Иконографското решение, в което Иисус Христос благославя Солунските братя, се среща и в църквата „Света Петка“ в селото Живово. Двамата братя са изписани в архиерейски дрехи с митри на главите. Представен като мъж на средна възраст с тъмна коса и брада, Свети Кирил държи с дясната си ръка архиерейски жезъл, а с лявата държи на гърдите си отворено Евангелие, на което със славянски букви е изписан текстът: „слово Христово...“ Свети Методий е старец с бяла коса и брада, с кръст в дясната високо повдигната ръка и свитък с азбука в лявата ръка. Над Солунските братя е изобразен Иисус Христос, който ги благославя с две ръце. Цветна литография, направена във Виена през 1864 година по поръчка на Христо Г. Данов и отпечатана от виенския майстор Обенхайнер, изглежда е послужила като образец за това изображение на Солунските братя. Тази литография е използвана за първи път от Дичо Зограф при рисуване на икона на славянските първоучители.
От южната страна на наоса в първата зона са представени в цял ръст светци воини и други светци и мъченици. Започвайки от изток на запад със сцената на Свети Димитър на кон, Св. св. Константин и Елена, Свети воини: Свети Нестор, Свети Теодор Тирон и Теодор Стратилат, Свети Мина, Свети Меркурий, Архангел Гавраил, Архангел Михаил, Свети Христофор, Свети Прокопий, Свети Георги Димовски - местен мъченик. Във втората зона от изток на запад са представени Свети Трифон и над него Свети Симеон Мироточиви, сцената със сръбския архиепископ Свети Сава и вероятно Свети Никола, сцената Преображение Христово, Света Екатерина и Света Варвара.
На западната стена в горната зона е изписана композицията Тайната вечеря. Светите мъченици Евгения и Теодора са изписани на южната стена до галерията. На западната стена има сцени от Стария завет и сцени от ада.